# Padre (film 1912)
Padre è un film del 1912 diretto da Dante Testa e Gino Zaccaria. È ispirato alla tragedia Il padre composta da August Strindberg nel 1887.

## Trama
L'industriale Evaristo Marni, invidioso del successo del suo concorrente Andrea Vivanti, chiama Tonio, un operaio ubriacone, che istiga a incendiare la fabbrica del Vivanti.
Dell'incendio, viene accusato il proprietario, reo secondo i suoi accusatori di averlo provocato volutamente perché qualche tempo prima aveva stipulato un'assicurazione, e viene condannato all'ergastolo per il reato di incendio doloso.
La figlia Lidia viene ospitata dal Marni, scosso dai sensi di colpa. Vivanti trascorre tredici anni al carcere, e tornato in libertà incontra Tonio, il quale si è arricchito grazie ai continui ricatti fatti al Marni, e che un giorno perde un bigliettino nel quale c'è scritta la verità sull'incendio, che viene scoperto proprio dal Vivanti.
Vivanti spinto così dalla vendetta verso il Marni, si reca alla sua villa, ma vede che Lidia e Roberto, figlio di Evaristo, sono innamorati, e rinuncia a vendicarsi. Intanto Tonio, accortosi di aver perso il biglietto, pensa che glielo abbia sottratto il Marni e per vendicarsi incendia la casa dell'industriale.
Il Vivanti torna nella villa, e viene supplicato dalla figlia, scampata alla fiamme, a salvare il Marni. Lo salva insieme ai pompieri, ma muore poco dopo aver confessato la propria colpa e rivela la vera identità di Andrea Vivanti a Lidia, raccomandando all'uomo di aver cura anche di Roberto rimasto orfano.